# Вейн Гаммонд (хокеїст на траві)
Вейн Гаммонд (англ. Wayne Hammond, 5 вересня 1948) — австралійський хокеїст на траві.
Срібний призер Олімпійських Ігор 1976 року, учасник 1972 року.
Бронзовий призер Чемпіонату світу 1978, 1980 років